# Tomasz Kipka
Tomasz Kipka (ur. 1976 w Tarnowskich Górach) – Polski artysta, grafik, plakacista, współzałożyciel galerii sztuki „Studio / Galeria Tecken”, inicjator serii międzynarodowych wystaw plakatu „Ekoplakat”, kurator serii wystaw plakatu „Jazz w Ruinach”, dr hab., profesor uczelni (Wydział Sztuki i Nauk o Edukacji Uniwersytetu Śląskiego, Instytut Sztuk Plastycznych).

## Życiorys
Absolwent Instytutu Sztuki Uniwersytetu Śląskiego w Cieszynie. Uzyskał dyplom z wyróżnieniem w 2001 roku, w Katedrze Projektowania Graficznego w pracowni prof. Artura Starczewskiego. W 2015 roku uzyskał stopień doktora habilitowanego w dziedzinie sztuk plastycznych w dyscyplinie artystycznej sztuki piękne.
Pracuje jako adiunkt w Katedrze Projektowania Graficznego Instytutu Sztuki Uniwersytetu Śląskiego w Cieszynie.
W działalności dydaktycznej realizuje przedmioty: Projektowanie graficzne, Struktury wizualne, Psychofizjologia widzenia oraz Przygotowanie projektu do druku.
Działa szczególnie na polu identyfikacji wizualnej, znaków graficznych, plakatu i grafiki edytorskiej.

## Nagrody[1][7]
- pierwsza nagroda w konkursie „Śląska rzecz 2010” za projekt kotła Reco Pellet dla MCI Sp. z o.o. (Zamek Cieszyn, 2011)
- nominacja w konkursie „Śląska rzecz 2009” dla „1200 lat Cieszyna” (Śląski Zamek Sztuki i Przedsiębiorczości w Cieszynie, 2010)
- nominacja w konkursie „Złote formaty. Promocja miast i regionów” w kategorii „Outdoorowa kampania reklamowa” dla kampanii „Studiuj w Katowicach” (Warszawa, 2009)
- Grand Prix międzynarodowego triennale EKOPLAGÁT (Zilina, Słowacja, 2008)
- laureat konkursu zamkniętego na logo 1200-lecia Cieszyna (2008)
- nominacja w konkursie „Złote formaty. Promocja miast i regionów” w kategorii plakat reklamowy za plakat dla miasta Radzionków „Europejski Tydzień Zrównoważonego Transportu” (Warszawa, 2008)
- Layout Roku – podsumowanie, wyróżnienie za plakat Stop Korupcji w Sporcie (2007/08)
- ICOGRADA Excellence Award (Nagroda Międzynarodowej Rady Stowarzyszeń Grafików Projektantów przyznana w Tajwanie podczas International Poster Design Award 2007)
- laureat konkursu Kolory Przyszłości organizowanego przez Cezex (2007)
- I miejsce w konkursie na projekt tablic wjazdowych miasta Radzionków (2007)
- I miejsce w plebiscycie internetowym konkursu projektowania graficznego Layout Roku w kategorii plakat (2007)
- laureat Nagrody Przewodniczącego Rady Miasta Radzionków za działalność Artystyczną, Kulturalną i Społeczną (2007)
- udział w finale konkursu na identyfikację wizualną Centrum Sztuki Współczesnej Znaki Czasu w Toruniu (2007)
- wyróżnienie w konkursie na identyfikację wizualną projektu Łódź – Europejska Stolica Kultury 2016 (2007)
- I miejsce w konkursie na znak graficzny miasta Pabianice (2006)
- I miejsce w konkursie na herb i flagę gminy Stary Dzierzgoń (2006)
- I miejsce w konkursie na logotyp WwwPromotion, Wrocław (2005)
- wyróżnienie w konkursie Polskiej Akcji Humanitarnej na oprawę graficzną serwisu poświęconego problematyce uchodźców i cudzoziemców w Polsce (2005)
- projekt plakatu z 3. edycji Galerii Plakatu AMS wśród dwunastu najciekawszych plakatów konkursu w plebiscycie portalu ‘Gazety wyborczej’ i ‘Dużego formatu’ (2005)
- III miejsce w konkursie na logo i logotyp Wojewódzkiego Funduszu Ochrony Środowiska i Gospodarki Wodnej w Warszawie (2004/2005)
- I miejsce w konkursie na znak promocyjny miasta Radzionków (2004)
- II miejsce w plebiscycie uczestników Pixel smart logo competition, USA (2004)
- nominacja i udział w wystawie, konkurs na projekt znaku graficznego dla Śląskiego Zamku Sztuki i Przedsiębiorczości w Cieszynie (2004)